# كولنسونية سيشوانية
كولنسونية سيشوانية (الاسم العلمي:Collinsonia szechuanensis) هي نوع من النباتات تتبع جنس الكولنسونية من الفصيلة الشفوية.